# White Plains (Alabama)
White Plains es un lugar designado por el censo ubicado en el condado de Calhoun en el estado estadounidense de Alabama. En el Censo de 2010 tenía una población de 811 habitantes y una densidad poblacional de 39,05 personas por km².

## Geografía
White Plains se encuentra ubicado en las coordenadas 33°45′34″N 85°41′19″O / 33.75944, -85.68861. Según la Oficina del Censo de los Estados Unidos, White Plains tiene una superficie total de 33.42 km², de la cual 33.19 km² corresponden a tierra firme y (0.7%) 0.23 km² es agua.

## Demografía
Según el censo de 2010, había 811 personas residiendo en White Plains. La densidad de población era de 39,05 hab./km². De los 811 habitantes, White Plains estaba compuesto por el 96.67% blancos, el 1.73% eran afroamericanos, el 0.37% eran amerindios, el 0.25% eran asiáticos, el 0% eran isleños del Pacífico, el 0.25% eran de otras razas y el 0.74% pertenecían a dos o más razas. Del total de la población el 1.36% eran hispanos o latinos de cualquier raza.